# Lactobacillus paraplantarum
Lactobacillus paraplantarum è una specie di batterio appartenente alla famiglia delle Lactobacillaceae.